# Matamala de Almazán
Matamala de Almazán település Spanyolországban, Soria tartományban. Matamala de Almazán Velamazán, Centenera de Andaluz, Fuentepinilla, Tardelcuende, Almazán és Barca községekkel határos. Lakosainak száma 254 fő (2024).

## Népesség
A település népessége az elmúlt években az alábbi módon változott:
| Lakosok száma | 390  | 378  | 382  | 362  | 328  | 325  | 322  | 288  | 269  | 254  |
|               | 2001 | 2004 | 2007 | 2009 | 2012 | 2014 | 2017 | 2019 | 2022 | 2024 |